# 格田
格田是中国广东省广州市从化区的一个自然村。在太平镇东面约7千米，属文阁村管辖。清朝时建村。1998年时，全村人口205人。